# Coldstream (Nouveau-Brunswick)
Pour les articles homonymes, voir Coldstream.
Coldstream est un district de services locaux situé dans le comté de Carleton, à l'ouest de la province canadienne du Nouveau-Brunswick. Dans le cadre de la réforme de la gouvernance locale du 1er janvier 2023, le DSL a été annexé à la ville de Hartland.

## Toponyme
Coldstream portait à l'origine le nom de Rockland. Le ruisseau Froid (Cold Stream) est un cours d'eau affluent du ruisseau Becaguimec.

## Géographie
Coldstream est situé à environ 100 kilomètres de route au nord-ouest de Fredericton, dans le comté de Carleton.
Coldstream est enclavé dans la paroisse de Brighton mais la paroisse de Peel est distante de quelques mètres au nord. La ville de Hartland est quant à elle située à 8 kilomètres de route à l'ouest.
Le village est construit au bord de la rivière Becaguimec.

## Histoire
Coldstream est fondé vers 1826, par des colons originaires de la vallée du fleuve Saint-Jean.

## Chronologie municipale
- 1803: Érection de la paroisse de Wakefield dans le comté d'York.
- 1833: Création du comté de Carleton à partir d'une portion du comté d'York, dont la paroisse de Wakefield. Création de la paroisse de Brighton à partir d'une portion de la paroisse de Wakefield. Création de la paroisse d'Aberdeen à partir de portions de la paroisse de Brighton et de la paroisse de Kent.
- 1966: La municipalité du comté de Carleton est dissoute. La paroisse de Brighton devient alors un district de services locaux. Constitution du village d'Hartland et du DSL de Coldstream dans la paroisse[4],[5].

## Démographie
D'après le recensement de Statistique Canada, il y avait 128 habitants en 2006, comparativement à 134 en 2001, soit une baisse de 4,5 %. Il y a 54 logements privés, dont 49 occupés par des résidents habituels. Le village a une superficie de 4,60 km2 et une densité de population de 27,8 habitants au kilomètre carré.
| 2011 | 2016 |
| ---- | ---- |
| 150  | 151  |

## Économie
Entreprise Carleton, membre du Réseau Entreprise, a la responsabilité du développement économique.

## Administration

### Commission de services régionaux
Coldstream fait partie de la Région 12, une commission de services régionaux (CSR) devant commencer officiellement ses activités le 1er janvier 2013. Contrairement aux municipalités, les DSL sont représentés au conseil par un nombre de représentants proportionnel à leur population et leur assiette fiscale. Ces représentants sont élus par les présidents des DSL mais sont nommés par le gouvernement s'il n'y a pas assez de présidents en fonction. Les services obligatoirement offerts par les CSR sont l'aménagement régional, l'aménagement local dans le cas des DSL, la gestion des déchets solides, la planification des mesures d'urgence ainsi que la collaboration en matière de services de police, la planification et le partage des coûts des infrastructures régionales de sport, de loisirs et de culture; d'autres services pourraient s'ajouter à cette liste.

### Représentation et tendances politiques
Nouveau-Brunswick: Coldstream fait partie de la circonscription provinciale de Carleton, qui est représentée à l'Assemblée législative du Nouveau-Brunswick par Dale Graham, du Parti progressiste-conservateur. Il fut élu en 1993 puis réélu depuis ce temps.
 Canada: Coldstream fait partie de la circonscription électorale fédérale de Tobique—Mactaquac, qui est représentée à la Chambre des communes du Canada par Michael Allen, du Parti conservateur. Il fut élu lors de la 39e élection générale, en 2006, et réélu en 2008.

## Vivre à Coldstream
Le DSL est inclus dans le territoire du sous-district 8 du district scolaire Francophone Nord-Ouest. Les écoles francophones les plus proches sont à Grand-Sault. Cette ville compte aussi un campus du CCNB-Edmundston alors qu'il y a une université à Edmundston même.
Le détachement de la Gendarmerie royale du Canada et le bureau de poste les plus proches sont à Hartland.
Les anglophones bénéficient des quotidiens Telegraph-Journal, publié à Saint-Jean, et The Daily Gleaner, publié à Fredericton. Ils ont aussi accès au bi-hebdomadaire Bugle-Observer, publié à Woodstock. Les francophones ont accès par abonnement au quotidien L'Acadie nouvelle, publié à Caraquet, ainsi qu'à l'hebdomadaire L'Étoile, de Dieppe.